# Rho1 Sagittarii
Rho1 Sagittarii (ρ1 Sgr / 44 Sagittarii / HD 181577) es una estrella en la constelación de Sagitario de magnitud aparente +3,93.
Comparte la denominación de Bayer «Rho» con Rho2 Sagittarii, de la que está separada visualmente 27 minutos de arco, pero no existe relación física entre ambas estrellas.
Al estar cerca de la eclíptica, Rho1 Sagittarii es ocasionalmente ocultada por planetas; su próxima ocultación por un planeta tendrá lugar en febrero de 2046, cuando será ocultada por Venus. 
Rho1 Sagittarii es una subgigante de tipo espectral A9IV, antes catalogada como F8IV-V.
Con una temperatura efectiva entre 7562 y 7586 K, su radio es 3,2 veces más grande que el del Sol y gira sobre sí misma con una velocidad de rotación proyectada de 82 - 94 km/s; esta cifra es sólo un límite inferior, ya que depende de la inclinación de su eje de rotación respecto al observador terrestre.
Presenta una metalicidad netamente superior a la solar ([M/H] = +0,16).
Rho1 Sagittarii es una variable Delta Scuti —una de las más brillantes de este grupo— con un período de aproximadamente una hora y una variación de brillo de 0,02 magnitudes.
Aunque en el pasado se pensó que era una estrella binaria —su duplicidad detectada por ocultación—, hoy se piensa que es una estrella solitaria sin ninguna compañera estelar.
Se encuentra a 122 años luz del sistema solar.